# Montipora ehrenbergi
Montipora ehrenbergi is een rifkoralensoort uit de familie van de Acroporidae. De wetenschappelijke naam van de soort is voor het eerst geldig gepubliceerd door .